# Currothelphusa
Currothelphusa is een geslacht van kreeftachtigen uit de klasse van de Malacostraca (hogere kreeftachtigen).

## Soort
- Currothelphusa asserpes Ng, 1990